# Wernfeld
Wernfeld ist ein Gemeindeteil der Stadt Gemünden am Main im unterfränkischen Landkreis Main-Spessart in Bayern.

## Geographie
Das Pfarrdorf Wernfeld liegt auf der rechten Mainseite, ca. 10 km nördlich von Karlstadt in Richtung Gemünden am Main. Das Dorf liegt an der Mündung der Wern, woher der Ort auch seinen Namen herleitet.

## Geschichte
Die Ortsgründung war zwischen 600 und 700 zur Zeit der zweiten fränkischen Siedlungswelle. In einer Tauschurkunde mit dem Kloster Schönrain wird Wernfeld erstmals schriftlich erwähnt. Die Fürstbischöfe von Würzburg waren hier ebenso Grundbesitzer, wie auch die mächtigen Grafen von Rieneck und das altfränkische Adelsgeschlecht derer von Thüngen.
Früher war Wernfeld ein relativ armer Ort. Die Bewohner bestritten ihren Lebensunterhalt hauptsächlich mit der Fischerei, der Schäferei, mit Besenbinden und Korbflechten sowie der Herstellung von Töpferwaren. Nach dem Zweiten Weltkrieg ist Wernfeld, vor allem auch durch die ausgewiesenen Neubaugebiete, gewachsen. Die Einwohner von Wernfeld gehören zum größten Teil der katholischen Konfession an.
Am 1. Januar 1976 wurde die bis dahin selbständige Gemeinde in die Stadt Gemünden am Main eingegliedert.

## Verkehr
Direkt an der Bundesstraße 26 liegend ist Wernfeld gut an das Verkehrsnetz angeschlossen. Weiterhin beginnt in Wernfeld die Staatsstraße 2301, die in Stetten wieder auf die Bundesstraße 26 zurückführt.
Wernfeld ist durch einen Haltepunkt an der Main-Spessart-Bahn (Würzburg–Aschaffenburg) an das Schienenverkehrsnetz angeschlossen. Der Haltepunkt wird von der Regionalbahn bedient, bis Dezember 2015 auch vom Regionalexpress. Durch Wernfeld führt auch die Werntalbahn Waigolshausen–Gemünden, die seit 1976 nur noch für den Güterverkehr genutzt wird. Eine Ausnahme bildet der sommerliche Fahrradzug, der allerdings auf der Werntalbahn nicht hält.

## Kirche

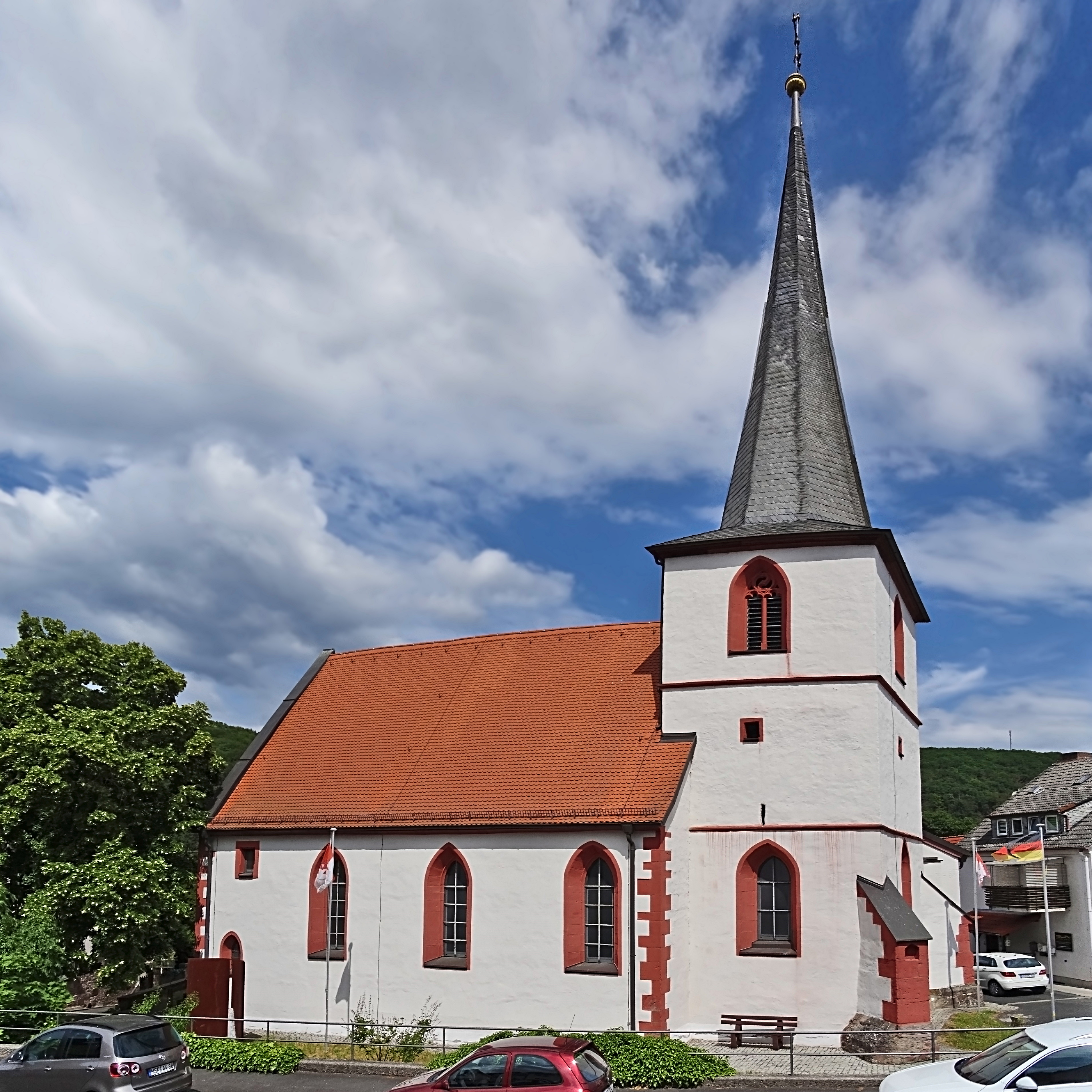
Ehemalige katholische Pfarrkirche Mariä Himmelfahrt

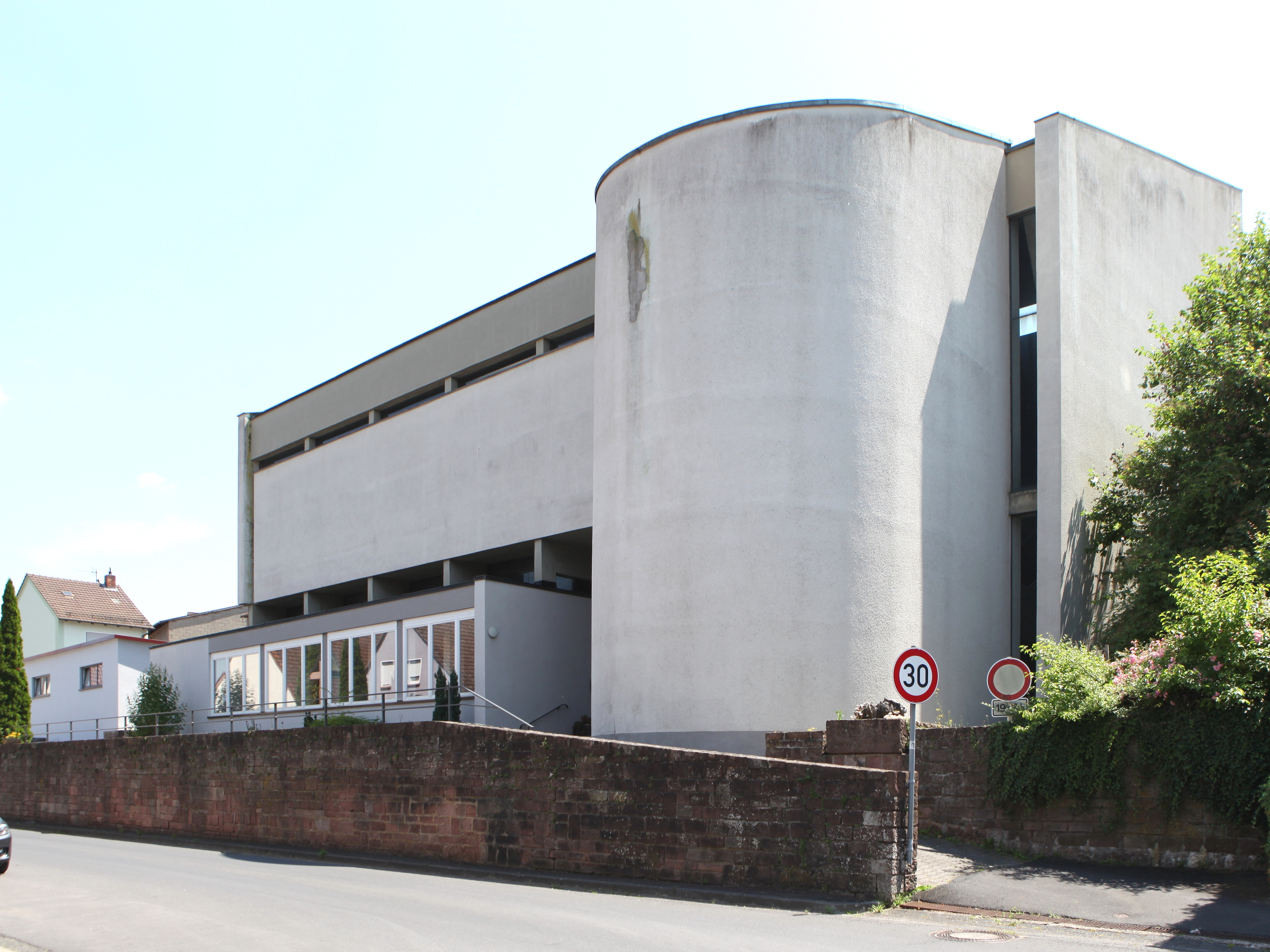
Katholische Pfarrkirche Mariä Himmelfahrt

Im Jahre 1484 wurde in Wernfeld die erste Kirche geweiht. 1614, zur Zeit des fränkischen Gegenreformators Fürstbischof Julius Echter von Mespelbrunn (1573–1617) wurde die Kirche erweitert. Nach dem Zweiten Weltkrieg war sie für den Ort zu klein geworden und die Gemeinde beschloss ein neues Gotteshaus zu bauen. Der Diözesan- und Dombaumeister des Bistums Würzburg Hans Schädel leitete den Kirchenneubau, den am 2. September 1967 Bischof Josef Stangl weihte. Die neue Kirche erhielt das Patrozinium „Mariae Himmelfahrt“. Im Eingangsbereich befindet sich in einer Kapelle der Taufbrunnen. Im Kirchenraum stehen der aus rotem Wernfelder Sandstein geschaffene Altar, der Ambo und das Sakramentshaus im Mittelpunkt. Unter dem Kirchenraum wurde ein Pfarrheim eingerichtet. Die Glocken läuten jedoch noch immer im Turm der alten Kirche zu den Gottesdiensten. Der spitz zulaufende Dachhelm wird auch als „Echter-Haube“ bezeichnet. Die alte Wernfelder Kirche wurde nach dem Umzug in die das neue Gotteshaus entweiht. In den Jahren 2000 bis 2004 wurde sie durch die Initiative eines Fördervereins (gegründet 1996), und der Beteiligung der Diözese Würzburg wieder hergerichtet. Sie wird nun für kulturelle Veranstaltungen, Vereins- und Familienfeiern genutzt.

## Persönlichkeiten
- Jakob Mehling (1853–1905), Politiker, Landtagsabgeordneter
- Herbert Feser (1939–2020), Psychologe und Hochschullehrer